# Вагабунда білочерева

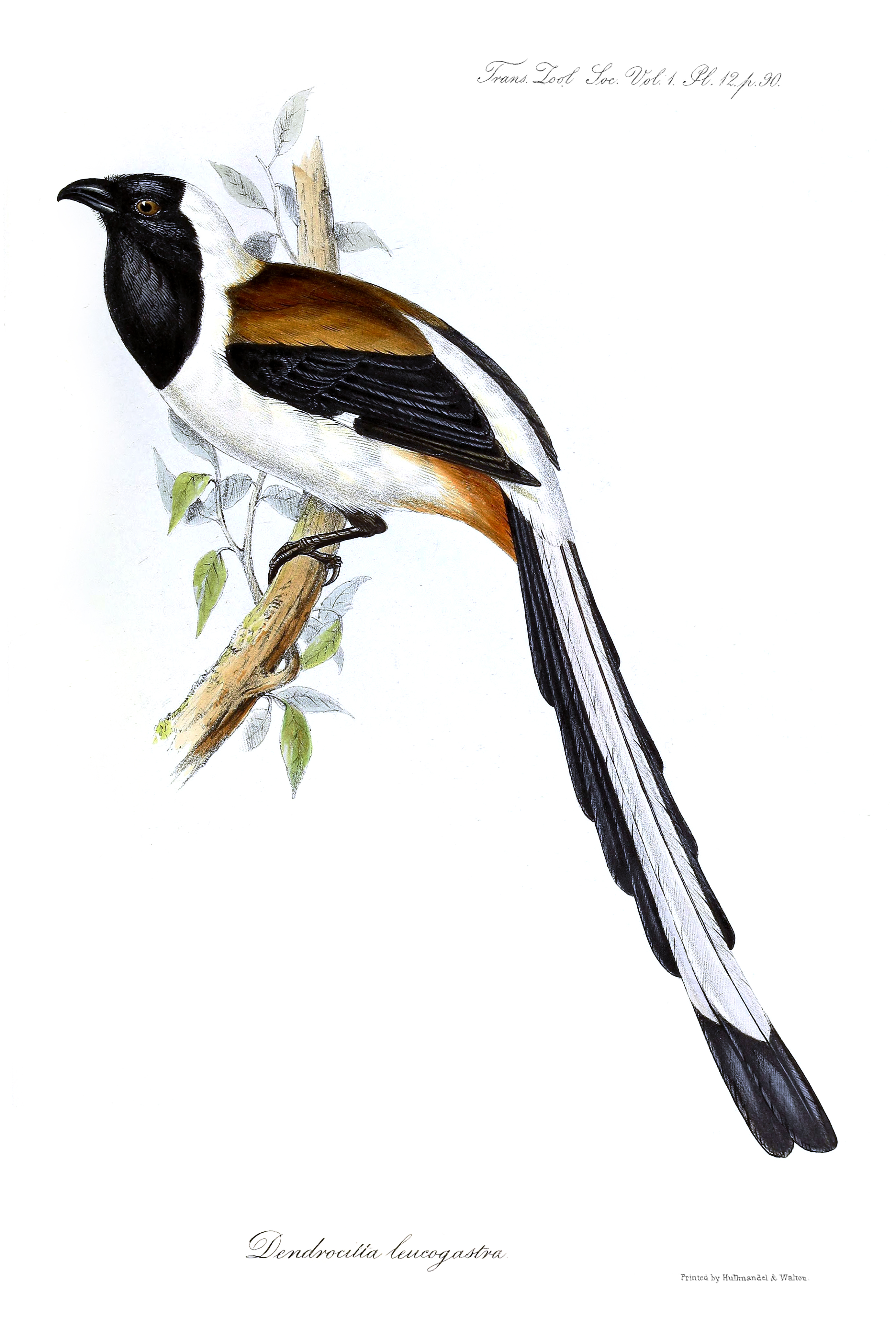
Борнейська вагабунда. Малюнок Джона Гульда

Вагабунда білочерева (Dendrocitta leucogastra) — вид горобцеподібних птахів родини воронових (Corvidae). Ендемік Індії.

## Опис
Довжина птаха становить 48 см, вага 125 г. Горло і груди чорні, задня частина шиї біла. Стегна чорні, гузка каштанова, нижня частина тіла біла. Спина каштанова, крила чорні, на крилах білі плями. Центральні пера в хвості сріблясто-сірі, на кінці чорні, решта пер в хвості чорні. Дзьоб чорний, лапи темно-сірі. Виду не притаманний статевий диморфізм.

## Поширення і екологія
Білочерева вагабунда мешкає в субтропічних лісах Західних Гат на південь від Гоа. Поряд з білочеревою вагабундою мешкає світлокрила вагабунда, однак ці два види дуже легко відрізнити. Білочерева вагабунда віддає перевагу густішим лісам і територіям з меншим антропогенним впливом. Птах живе на висоті від 60 до 1500 м над рівнем моря.

## Раціон
Білочерева вагабунда всеїдна. з ухилом в бік хижацтва. Вона харчується здебільшого яйцями і пташенятами, а також іншими невеликими хребетними, безхребетними і їх личинками, іноді може їсти фрукти, нектар і зерно. Білочереві вагабунди можуть об'єднуватись в невеликі зграйки, до яких можуть долучатися і інші птахи, наприклад великі дронго.

## Розмноження
Сезон розмноження передує сезону дощів і триває з березня до початку травня. В кладці 2-4 яйця сіруватого кольору з зеленими і сірими плямками. Інкубаційний період триває 20 днів. Пташенята стають самостійними через місяць після вилуплення.